# Maxwel Cornet
Maxwel Cornet (Bregbo, 1996. szeptember 27. –) elefántcsontparti válogatott labdarúgó, a West Ham United játékosa, de kölcsönben a Genoaban szerepel.

## Pályafutása

### Metz
Cornet fiatal éveit az FC Metz utánpótlásában töltötte, majd itt is mutatkozott be a felnőttek között 2013. augusztus 2-án a Stade Lavallois elleni másodosztályú bajnokin. Yeni Ngbakoto helyére állt be a 79. percben, a Metz 1-0-s győzelmet aratott hazai pályán.

### Lyon
2015. január 16-án írt alá az Olympique Lyon csapatához. A Ligue 1-ben éppen volt csapata, a Metz ellen mutatkozott be január 25-én. A megsérülő Alexandre Lacazette-tet váltotta a 34. percben. Első gólját a Toulousenak lőtte október 23-án, egy hazai 3-0-s győztes bajnokin.
2020 januárjában, az addig alapvetően a középpályán játszó Cornet Rudi Garcia vezetőedzőnél Youssouf Koné és Fernando Marçal sérülése miatt védőként szerepelt a francia csapatban. 2020. augusztus 15-én fontops szerepe volt abban, hogy a Lyon a Bajnokok Ligája negyeddöntőjében kiejtette a Manchester City, miután az angolok elleni 3–1-es győzelem során ő szerezte csapata harmadik gólját.

### Burnley
2021. augusztus 29-én az angol Premier League-ben szereplő Burnley igazolta le, mintegy 15 millió euróért cserébe.

### West Ham United
2022. augusztus 5-én a West Ham United leszerződtette.

### Southampton
2024. augusztus 30-án a Southampton vette kölcsön a 2024-2025-ös szezon végéig. 2025. január 20-án visszarendelték a kölcsönből.

### Genoa
2025. január 20-án a 2024–25-ös szezon hátralévő részére kölcsönbe került az olasz Genoa csapatához.

### A válogatottban
Cornet Bregbo városában, Elefántcsontparton született, azonban még gyermek volt, amikor szülei Franciaországba emigráltak. Utánpótláskorú labdarúgóként a francia korosztályos csapatokban lépett pályára, azonban később úgy nyilatkozott, hogy felnőtt szinten szülőhazáját szeretné képviselni. Az elefántcsontparti válogatottban 2017. június 4-én, egy Hollandia ellen 5–0-ra elveszített felkészülési mérkőzésen mutatkozott be.

## Sikerei, díjai
- West Ham United
  - UEFA Konferencia Liga: 2022–23[13]